# Amdy Faye
Amdy Faye (ur. 12 marca 1977 w Dakarze), senegalski piłkarz, występujący na pozycji pomocnika.
W wieku 20 lat rozpoczął przygodę z Ligą Francuską, a konkretnie z klubem ES Fréjus. Nie miał zaszczytu rozegrać tam ani jednego spotkania, a mimo tego zgłosiło się po niego AJ Auxerre, w którym łącznie przez pięć lat rozegrał 81 meczów i strzelił trzy bramki. W końcu postanowił zmienić otoczenie i przeniósł się do Anglii, gdzie chętny na jego usługi był zespół Portsmouth F.C. Tam po 47 spotkaniach najwyraźniej nie spełnił pokładanych w nim nadziei działaczy zespołu „The Pompeys” i przeniósł się do drużyny Newcastle United, w którym również nie spisał się dobrze i ekipa Srok postanowiła się go pozbyć, przygarnął go Charlton Athletic, z którym spadł z Premiership na koniec sezonu. W 2007 roku został wypożyczony do Rangers, a w latach 2008–2010 był graczem Stoke City. W sezonie 2010/2011 występował w Leeds United, w którym zakończył karierę.
| Sezon   | Klub              | Kraj    | Flaga   | Rozgrywki               | Mecze | Bramki |
| ------- | ----------------- | ------- | ------- | ----------------------- | ----- | ------ |
| 1997/98 | ES Fréjus         | Francja | Francja | Ligue 2                 | 0     | 0      |
| 1998/99 | AJ Auxerre        | Francja | Francja | Ligue 1                 | 0     | 0      |
| 1999/00 | AJ Auxerre        | Francja | Francja | Ligue 1                 | 3     | 0      |
| 2000/01 | AJ Auxerre        | Francja | Francja | Ligue 1                 | 24    | 1      |
| 2001/02 | AJ Auxerre        | Francja | Francja | Ligue 1                 | 20    | 0      |
| 2002/03 | AJ Auxerre        | Francja | Francja | Ligue 1                 | 34    | 2      |
| 2003/04 | Portsmouth F.C.   | Anglia  | Anglia  | Premiership             | 27    | 0      |
| 2004/05 | Portsmouth F.C.   | Anglia  | Anglia  | Premiership             | 20    | 0      |
| 2004/05 | Newcastle United  | Anglia  | Anglia  | Premiership             | 9     | 0      |
| 2005/06 | Newcastle United  | Anglia  | Anglia  | Premiership             | 22    | 0      |
| 2006/07 | Charlton Athletic | Anglia  | Anglia  | Premiership             | 28    | 1      |
| 2007/08 | Rangers           | Szkocja | Szkocja | Scottish Premier League | 4     | 0      |
| 2008/09 | Stoke City        | Anglia  | Anglia  | Premiership             | 21    | 0      |
| 2009/10 | Stoke City        | Anglia  | Anglia  | Premiership             | 0     | 0      |
| 2010/11 | Leeds United      | Anglia  | Anglia  | Championship            | 8     | 0      |